# Buenoa marki
Buenoa marki är en insektsart som beskrevs av Reichart 1971. Buenoa marki ingår i släktet Buenoa och familjen ryggsimmare. Inga underarter finns listade i Catalogue of Life.